# لورانس ايغلبرغر
لورانس سيدني ايغلبرغر (بالإنجليزية: Lawrence Sidney Eagleburger)‏ (1 أغسطس 1930 - 4 يونيو 2011) رجل دولة أميركي ودبلوماسي سابق، عمل لفترة وجيزة وزيراً للخارجية في ظل الرئيس جورج بوش الأب. وعمل سابقاً في عهد عدد من الرؤساء الأمريكين كريتشارد نيكسون، جيمي كارتر، رونالد ريغان. ايغلبرغر كان موظفا بالسلك الخارجي وشغل منصب وزير الخارجية بعد ذلك.

## التعليم والحياة الشخصية
ولد ايغلبرغر في ميلووكي، ويسكونسن، امه هيلين كانت معلمة في مدرسة ابتدائية، ووالده ليون سيدني ايغلبرغر، وهو طبيب.
تخرج من مدرسة جاكوبس الثانوية في ستيفنز بوينت في ويسكونسن، ثم حضر في كلية ستيفنز بوينت (الآن جامعة ويسكونسن-ستيفنز)، قبل أن يكسب له البكالوريوس والماجستير من جامعة ويسكونسن ماديسون.
ايغلبرغر أيضا خدم في جيش الولايات المتحدة (1952-1954)، وحقق رتبة ملازم أول.
كان لديه ثلاثة أبناء، كل منهم اسمه لورنس ايغلبرغر، على الرغم من أن لهم أسماء مختلفة في الوسط. الأكبر من زواجه الأول، والتي انتهت بالطلاق. الاثنان الآخران من زواجه الثاني، الذي كان من هاينمان مارلين من عام 1966 حتى وفاتها في عام 2010.

## مهنته الحكومية
في عام 1957، انضم ايغلبرغر إلى خدمة الخارجية الأمريكية، وخدم في عدة مناصب في السفارات والقنصليات، وإدارة شؤون الدولة. من 1961 إلى 1965 شغل منصب موظف في السفارة الأميركية في بلغراد، يوغسلافيا.
ابتداء من عام 1969، خدم في إدارة نيكسون كمساعد للأمن القومي للمستشار هنري كيسنجر. بقي في هذا المنصب حتى عام 1971، بعد ذلك تولى في مناصب عدة، بما في ذلك مستشارا لبعثة الولايات المتحدة لدى منظمة حلف شمال الأطلسي (الناتو) في بروكسل، وبعد تعيين كيسنجر وزيرا للدولة، حصل على عدد من الوظائف الإضافية في قسم الدولة.
بعد استقالة نيكسون، ترك لفترة وجيزة خدمة الحكومة، ولكن سرعان ما تم تعيينه سفيرا في يوغسلافيا من قبل الرئيس جيمي كارتر، وهو المنصب الذي عقد في الفترة من 1977 و1980.
في عام 1982، عينه ريغان بمنصب وكيل وزارة الخارجية للشؤون السياسية (وزارة الخارجية ثالث أرفع منصب)، وهو المنصب الذي شغله لعدة سنوات. في عام 1989، عينه الرئيس جورج بوش الأب كنائب لوزير الخارجية (إدارة ثاني أكبر منصب)، شغل أيضا منصب مستشار الرئيس للشؤون الأساسية فيما يتعلق بيوغوسلافيا المتفككة.
في 23 أغسطس 1992، استقال جيمس بيكر وزير الخارجية (لرئاسة حملة بوش الفاشلة لاعادة انتخابه)، وايغلبرغر تولى مهام القائم بأعمال وزير الخارجية إلى أن بوش قدم له موعد العطلة للفترة المتبقية من إدارة بوش.
كانت فترة توليه منصب مستشار للشؤون اليوغسلافية 1989-1992 مثيرة للجدل. اكتسب سمعة لكونه المناصر الصربي القوي، معظم ما هو مثير للجدل إنكاره أن القوات شبه العسكرية الصربية والجيش اليوغوسلافي القومي ارتكبوا الفظائع في الجمهورية الانفصالية في كرواتيا. أدى هذا التحزب بنظر الصحافة الأوروبية لتلقيبه لورانس صربيا (في إشارة إلى لورانس العرب).
في عام 1991، منحه الرئيس بوش ميدالية المواطنون الرئاسية. وكان عضوا في مجلس إدارة المعهد الجمهوري الدولي.

## اللجنة الدولية لتأمين تعويضات عصر المحرقة
أصبح ايغلبرغر رئيس اللجنة الدولية لمطالبات التأمين لمحرقة اليهود (الهولوكوست)، التي أنشئت في عام 1998. وكان الغرض من هذه اللجنة تسوية مطالبات التأمين غير المدفوعة في عهد النازية للناجين من المحرقة.

## موقف من النزاع في الشرق الأوسط
بعد أن أمضى في الخدمة الخارجية لمدة 27 عاما، احتفظ ايغلبرغر بمصلحة في السياسة الخارجية، وكان وجها مألوفا في البرامج الحوارية بالأحداث الحالية.تسبب في بعض المناقشات مع تعليقات الجمهور حول سياسة الرئيس الاميركي جورج دبليو بوش الخارجية. في آب 2002، تساءل ايغلبرغر عن توقيت عمل عسكري محتمل في العراق، قائلا: «أنا لست مقتنعا على الإطلاق الآن أن هذا شيء يتعين علينا القيام به في هذه اللحظة بالذات».وقال انه تبين انه يعتقد ان تغيير النظام العراقي يمكن أن يكون مسعى الولايات المتحدة الشرعية في مرحلة ما، ولكن هذا في ذلك الوقت انه لا يعتقد انه مستعد تماما لإدارة مثل هذا الصراع. في أبريل 2003، في أعقاب تحذيرات من قبل إدارة بوش لحكومة سوريا، أدان ايغلبرغر احتمال القيام بعمل عسكري في سوريا أو إيران، قائلا ان الرأي العام لن يؤيد مثل هذه الخطوة، وأنه «إذا كان الرئيس بوش كانت تحاول ذلك الآن، حتى أنني أشعر أنه ينبغي أن البشرة على قيد الحياة».
في 5 يناير 2006، شارك في اجتماع في البيت الأبيض من وزراء سابقين من الدفاع والخارجية لمناقشة سياسة الولايات المتحدة الخارجية مع المسؤولين في إدارة بوش. في 10 نوفمبر 2006، أعلن أنه سوف يحل محل وزير الدفاع روبرت غيتس المكلف في مجموعة دراسة العراق.
بعد انتخاب الرئيس الإيراني محمود أحمدي نجاد، بدا ايغلبرغر ان يفكر في ان إيران تسير في الاتجاه الذي قد يكون في نقطة الدعوة للقيام بعمل عسكري، وقال في مقابلة أنه في حين أن «علينا أن نحاول كل شيء آخر ما في وسعنا أولاً» في وقت ما ربما يكون من الضروري استخدام القوة للتأكد من أن إيران لم تحصل على أو استخدام الأسلحة النووية.
كان رئيس مجلس الأمناء لمنتدى السياسة الدولية، وعضو في معهد واشنطن لسياسة الشرق الأدنى بمجلس المستشارين.

## انتخابات 2008 الرئاسية
قبل الانتخابات التمهيدية الجمهورية، ايغلبرغر أيد جون ماكين للرئاسة.في مقابلة في 30 أكتوبر 2008 وأشار على قناة فوكس نيوز، إلى أن المرشح الديمقراطي باراك أوباما «دجال»، نقلا عن وسائل لجمع التبرعات له وغيرها من جوانب حملته الانتخابية الرئاسية.

## وفاته
توفي ايغلبرغر في 4 يونيو 2011 بعمر 80 عاماً بسبب الالتهاب الرئوي في المركز الطبي لجامعة فرجينيا في شارلوتسفيل، فرجينيا.وكان قد عاش خارج شارلوتسفيل منذ عام 1990. وترك وراءه أبنائه الثلاثة.

## روابط خارجية
- لورانس ايغلبرغر على موقع IMDb (الإنجليزية)
- لورانس ايغلبرغر على موقع مونزينجر (الألمانية)
- لورانس ايغلبرغر على موقع إن إن دي بي (الإنجليزية)